# Familia Cuneo
La familia Cuneo es una mafia ficticia creada por Mario Puzo en su libro El Padrino y llevada al cine por Francis Ford Coppola en la película El Padrino. La familia está ubicada en el Bronx, Nueva York, junto con otras cuatro familias: la familia Barzini (en Manhattan), la familia Stracci (en Staten Island), la familia Tattaglia (en Brooklyn) y la familia Corleone (en Queens). La familia Cuneo está gobernada por Ottilio Cuneo (en la película se llama Carmine Cuneo). Este es asesinado por la familia Corleone mientras sale por la puerta giratoria de un hotel, cuando un miembro de la familia asesina ―Willi Cicci, quien en la segunda parte de la trilogía testimoniará contra Michael Corleone en la investigación que el Senado llevaba a cabo para descubrir a la Cosa Nostra― bloquea la puerta justo cuando pasa Cuneo y, tras quedarse este encerrado dentro, Cicci le dispara.
Ottilio Cuneo es asesinado al mismo tiempo que otros enviados de la familia Corleone matan a los jefes de las otras familias y a traidores.